# Silver Forest Trail
Le Silver Forest Trail est un sentier de randonnée du comté de Pierce, dans l'État de Washington, aux États-Unis. Il est situé au sein du parc national du mont Rainier.